# The Drug in Me Is You
The Drug in Me Is You is het debuutalbum van de Amerikaanse post-hardcore band Falling in Reverse. de productie van het album vond plaats tijdens het vertrek van de leadzanger Ronnie Radke in 2008. Het album werd opgenomen van december 2010 tot februari 2011 bij Paint it Black Studios in Orlando, Florida. The Drug in Me Is You werd op 25 juli 2011 uitgegeven in Europa en Japan, en op 26 juli 2011 in de Verenigde Staten.

## Nummers
1. "Raised by Wolves" - 3:25
2. "Tragic Magic" - 4:06
3. "The Drug in Me Is You" - 3:39
4. "I'm Not a Vampire" - 3:52
5. "Good Girls, Bad Guys" - 3:15
6. "Pick Up the Phone" - 4:38
7. "Don't Mess with Ouija Boards" - 4:56
8. "Sink or Swim" - 4:45
9. "Caught Like a Fly" - 4:37
10. "Goodbye Graceful" - 4:48
11. "The Westerner" - 3:52